# Сопруненко, Пётр Карпович
Пётр Ка́рпович Сопруне́нко (17 мая 1908, Киевская губерния — 23 июня 1992, Москва) — работник советских органов государственной безопасности, начальник Управления по делам военнопленных и интернированных (УПВИ) НКВД СССР, генерал-майор (1945).

## Биография
Родился в украинской семье рабочего-забойщика. Работал на шахтах Донбасса: саночник, крепильщик, дворовой, лампонос на шахте № 1 Аненского рудника Донецкой губернии с мая 1923 по декабрь 1924. Затем безработный в этом же посёлке при руднике до мая 1925. Рабочий на складе Рудоуправления этого рудника с мая 1925 по апрель 1928. Ученик маркшейдера в Рудоуправлении Аненского рудника с апреля по сентябрь 1928.
Образование получил в школе 1-й ступени в родном селе в 1920; затем в школе красных старшин РККА в 1931 и Военной академии им. М. В. Фрунзе в 1938. Член ВКП(б) с 1928 (член ВЛКСМ в 1925—1932). В РККА с сентября 1928 по ноябрь 1938 командир пулемётного взвода 288-го стрелкового полка 96-й стрелковой дивизии, помощник командира роты команды № 1016, помощник командира части № 1471.
С ноября 1938 до июня 1939 начальник Курсов руководящих оперативных работников НКВД СССР, затем помощник начальника Секретариата НКВД СССР. С сентября 1939 до февраля 1943 начальник Управления по военнопленным и интернированным (УПВИ) НКВД СССР. С февраля 1943 по май 1944 заместитель начальника УПВИ НКВД СССР.
В 1944–1946 начальник Управления НКВД Каменец-Подольской области, начальник УНКВД—УМВД Закарпатской области. 10 марта 1947 переведён в систему ГУЛАГа, заместитель начальника Управления строительства № 865 по военно-строительным батальонам. В 1949—1950 начальник военно-строительных частей Управления строительства № 313 МВД СССР. С 6 апреля 1951 заместитель начальника Управления строительства № 585 и исправительно-трудового лагеря Главного управления промышленного строительства МВД СССР. В марте-ноябре 1953 начальник 55-го, с 27 января 1954 начальник 168-го военно-строительного управления. Со 2 января 1956 начальник штаба военно-строительной части п/я 2510 Главспецстроя Министерства обороны СССР. Уволен (переведён) в запас в сентябре 1963.
В 1991 году отставной генерал П. К. Сопруненко давал свидетельские показания следователям Главной военной прокуратуре по возбуждённому в связи с Катынским расстрелом уголовному делу. Следователь ГВП А. Ю. Яблоков заявил по этому поводу: 

 "Собранными по делу многочисленными документами, свидетельскими показаниями, почерковедческими и криминалистическими экспертизами было бесспорно доказано личное участие Сопруненко в организации злодейского убийства польских военнопленных в Катыни, Харькове и Калинине (Твери)". 

### Звания
- капитан, 1936;
- майор, 23.12.1938;
- капитан ГБ, 14.03.1940;
- майор ГБ, 17.02.1942;
- полковник ГБ, 14.02.1943;
- комиссар ГБ, 14.12.1943;
- генерал-майор, 09.07.1945.[7]

### Награды
- орден «Знак Почёта», 26.04.1940;
- орден Красной Звезды, 27.09.1943;
- орден Красной Звезды, 15.01.1945;
- орден Отечественной войны 1-й степени, 10.04.1945;
- знак «Заслуженный работник НКВД», 18.02.1946;
- орден Красного Знамени;
- 2 медали.

## Комментарии
1. ↑  Строительное Управление № 865 в 1949 году переименовано в строительство № 313 МВД[5].